# Distrito de Pueblo Libre (Huaylas)
El Distrito de Pueblo Libre es una subdivisión administrativa de la provincia de Huaylas, ubicada en el departamento de Ancash, Perú. Según el censo de 2017, tiene una población de 6371 habitantes.

## Historia
1. Ley del 02 de enero de 1857, cuando se crean las primeras Municipalidades, entre ellas de Pueblo Libre. Esta ley es firmado por el libertador Ramón Castilla.
2. Ley del 25 de julio de 1857, se divide la provincia de Huaylas en dos. Se denomina a Caraz como su capital y compuesta por los distritos: Macate, Atun-Huaylas, Yungay, Pueblo Libre, Huata, Mato, Pamparomás y Quillo. Esta ley es aprobado por el Excelentísimo Consejo de Ministros integrado por: José María Raygada, Manuel Ortiz de Zevallos, Luciano María Cano y Juan M. del Mar.
3. Ley del 13 de octubre de 1886, resta el distrito de Pamparomás de la provincia de Huaylas y lo anexa a la Provincia del Santa. Esta ley es firmada por Andrés A. Cáceres.
4. Ley del 10 de noviembre de 1896, resta el distrito de Pamparomás de la provincia del Santa y lo anexa a la Provincia de Huaylas (revierte anterior). Esta ley fue firmada por el presidente Nicolás de Piérola.[2]

## Geografía
Ubicado sobre los 4.000 m s. n. m., se destaca por las grandes extensiones de terreno donde crecen las conocidas Puyas de Raimondi
se enceuntran uno 10 rodales dos desde donde se puede observar casi toda la extensión de la cordillera blanca que esta ubicado en el CALLEJON de HUAYLAS

## Capital
Su capital oficial es el pueblo de San Juan sin embargo, luego del terremoto de 1970, una gran porción de la población de San Juan se desplazó y fundó Catucancha y exigió que este pueblo fuese declarado como la nueva capital del distrito.

## Principales centros poblados
- Acoyo, a 3467 m s. n. m. con 215 habitantes
- Allmay, a 3013 m s. n. m. con 384 habitantes
- Chiclin, a 3222 m s. n. m. con 293 habitantes
- Coirocsho, a 3056 m s. n. m. con 400 habitantes
- Cotoraca, a 2910 m s. n. m. con 336 habitantes
- Cruz de Mayo, a 3475 m s. n. m. con 225 habitantes
- Juipon, a 2586 m s. n. m. con 281 habitantes
- Huamancayan, a 2905 m s. n. m. con 244 habitantes
- Huanayo, a 3269 con 407 habitantes
- La Hoyada, a 2955 m s. n. m. con 411 habitantes
- Marca, a 2947 m s. n. m. con 444 habitantes
- Catucancha, a 2528 m s. n. m. con 284 habitantes
- Riurin, a 3408 m s. n. m. con 266 habitantes
- Tocash, a 2293 m s. n. m. con 306 habitantes

## Autoridades

### Municipales
- 2023-2023
  - Alcalde: Jhonatan Deyvi Alegre Angeles.
  - Regidores: Yesi Botello Tolentino, Emilio Rodriguez Alegre, Noymi Pajuelo Neponoceno, Cesar Perez Cruz, Marino Fortunato Ramirez
- 2019-2022
  - Alcalde: Emilio Auberto Justo Rondan
- 2015-2018
  - Alcalde: Faustino Fidel Milla Ibáñez, del Movimiento Independiente Regional Río Santa Caudaloso.
  - Regidores: Edgar Adan Milla Vega, Víctor Faustino Salaverry Montoro, Agustín Controber Rodríguez Herrera, Gaudencia Julia Vega Trejo y Rusbel Luis Valdez Melgarejo.
- 2013-2014[4]
  - Alcalde: Luis Vicente Milla Alba, del Movimiento regional independiente Cuenta Conmigo (CC).
  - Regidores: Nino Ever Olivares Maza (CC), Prudencio Pablo Tranca Gavino (CC), Lesly Gabriela Huerta Bautista (Alianza para el Progreso), Milagros del Pilar Salomé Aquino (CC), Gregorio Francisco Alegre Barrios (CC).
- 2011-2012: 
  - Alcalde: Lesly Gabriela Huerta Bautista, del Movimiento independiente Reconstruyamos Ancash.
- 2007-2010: 
  - Alcalde: Paul Cristian Díaz Vásquez.

## Festividades

### Señor de Natividad de Chanahuaz
La fiesta patronal del Señor de Natividad de Chanahuaz, patrón del distrito de Pueblo Libre. El inicio de la fiesta es el 24 de diciembre y termina el primero de enero con el cambio de alcaldes.